# Ainhice-Mongelos
Ainhice-Mongelos is een gemeente in het Franse departement Pyrénées-Atlantiques (regio Nouvelle-Aquitaine) en telt 164 inwoners (2005). De plaats maakt deel uit van het arrondissement Bayonne.

## Geografie
De oppervlakte van Ainhice-Mongelos bedraagt 10,2 km², de bevolkingsdichtheid is 16,1 inwoners per km².
De onderstaande kaart toont de ligging van Ainhice-Mongelos met de belangrijkste infrastructuur en aangrenzende gemeenten.

## Demografie
Onderstaande figuur toont het verloop van het inwonertal (bron: INSEE-tellingen).